# Ásmegin
Ásmegin är ett norskt viking metal-band. Namnet kommer från fornnordiska och betyder "gudarnas makt". Ásmegins texter är skrivna på norska såväl som på fornnordiska och gammelnorska. Vissa av låtarna på Hin vordende Sod & Sø bygger på den norska pjäsen Peer Gynt av Henrik Ibsen.

## Medlemmar
Senaste kända medlemmar
- Marius Glenn Olaussen – elgitarr, basgitarr, mandolin, dragspel, mellotron, piano (1998–?)
- Sregroth (Tomas Torgersbråten) – basgitarr, bakgrundssång (1998–?)
- Raymond Håkenrud – elgitarr, basgitarr, bakgrundssång, piano (2001–?)
- Erik Fossan Rasmussen – growlsång, trummor (2003–?)
- Lars Fredrik Frøislie – keyboard, mellotron, piano (2003–?)

Tidigare medlemmar
- Anders Torp – trummor (1998–1999)
- Iving Mundilfarne – flöjt, gitarr (1998–1999)
- Auðrvinr Sigurdsson – gitarr, sång (1998–2000)
- Skule Jarl / Nordalv (Martin Nordrum Kneppen) – trummor, bakgrundssång (1999–2000)
- Narrenschief (Bjørn Olav Holter) – sång (2001–2003)
- Tommy Brandt – trummor (2001–2005)
- Sareeta (Ingvild Anette Strønen Kaare) – sång, fiol (2003–2005)
- Lazare (Lars Nedland) – sång (2003–2005)

## Diskografi
Demo
- 1999 – Naar rimkalkene heves (EP)

Studioalbum
- 2003 – Hin vordende Sod & Sø
- 2008 – Arv